# Forces de la défense aérienne égyptienne
Le Commandement de la défense aérienne égyptienne ou EADC (Egyptian Air Defense Command, en arabe : قوات الدفاع الجوي, Quwwat Al-Difa' Al-Jawwi), est le commandement militaire de l'Égypte responsable de la défense aérienne, une partie de l'armée égyptienne. L’Égypte a structuré sa force de défense aérienne (ADF) sur le modèle des forces de défense aérienne soviétiques, qui a intégré l'ensemble de ses capacités de défense aérienne - canons antiaériens, roquettes et missiles, avions intercepteurs, installations d'alarme et radars.
Le commandant en chef en 2013 est Lieutenant général Abdul Meniem Al-Toras (en). Il se compose de 30 000 officiers et soldats ainsi que 40 000 conscrits.

## Histoire
Après que la plupart des avions du pays ont été détruits au sol par Israël pendant la guerre des Six Jours en 1967, l'armée a placé la responsabilité de la défense aérienne sous un seul chef, dont les résultats se sont révélés positifs par la performance de la défense aérienne dans la guerre du Kippour en 1973.

## Armement
L'armement est en cours de modernisation approfondie, les contraintes budgétaires étant le seul obstacle à ce qui était autrefois surnommé par les généraux de l'armée de l'air israélienne pendant la guerre du Kippour comme étant « le plus vaste et le plus sophistiqué système de défense aérienne dans le monde après celui de l'URSS... ». À l'heure actuelle, il est censé posséder les armes suivantes :
Des missiles anti-aérien modernes à altitude basse, moyenne et élevée, de conception américaine, française, russe ou construits localement sous licence, dont :

## Regional Air Defense Missile Systems

### Regional/Strategic Perimeter level SAM
- Missiles Tayer el-Sabah (Morning Bird) (autochtones, par rétro-ingénierie et modernisation de missiles SA-2 Guideline S-75 Dvina : 40 batteries (6 unités uniques par batterie, 2 recharges chacune) (missiles surface-air de moyenne/haute altitude, longue portée)
- Missiles MIM-104(PAC-3) : 4 batteries (4 unités fixes (remorquées) par batteries, 16 missiles par unité plus 2 recharges chacune)
- Missiles MIM-23 HAWK "Improved HAWK" modernisés : 18 batteries (6 unités automotrices (SP) par batteries, 3 missiles par unité plus 2 recharges chacune) (missiles surface-air de moyenne/haute altitude, moyenne portée)
- Missiles SA-3 2M Pechora modernisés : 43 batteries (chacune avec 2 unités fixes, 4 missiles par unité stationnaire plus 1 recharge chacune) (missiles surface-air de basse/moyenne altitude, moyenne portée)
- Missiles 9K37 Buk : 10 batteries achetées en 2005

### Army Corps/Division level SAM
- Missiles SA-3 2M Pechora modernisés : 10 batteries (6 unités SP par batteries, 2 missiles par unité S/P plus 1 recharge par unité) (missiles surface-air de basse/moyenne altitude, moyenne portée)
- Missiles SA-6 Gainful modernisés : 14 batteries (6 unités SP par batteries, 3 missiles par unité plus 1 recharge chacune) (missiles surface-air de basse/moyenne altitude, moyenne portée)
- Missiles SA-15 Gauntlet : 16 unités de tir

## Field Point Defense Surface to Air Systems

### Army Corps and Division level SAM
- Missiles AIM-120 AMRAAM SLAMRAAM sol-air depuis des Humvee (en négociation, en attente pour achat futur si CISMOA) : 9 batteries (4 unités SP par batterie, 4 missiles par unité plus 2 recharges chacune) avec radar ANQ-TPS 67 (missiles surface-air de moyenne altitude, moyenne/longue portée)

### Brigade and Battalion level SAM
- Système de defense anti-aérien-anti-missile (point-defense) de courte à moyenne portée C-RAM.
- Système anti-aérien Skyguard "Amoun" avec missiles Aspide 2000 : 40 batteries "18 bataillons + 4 batteries pour la formation" (2 à 4 lanceurs de missiles Aspide cellulaires et 2 canons bitube Oerlikon GDF-005 de 35 mm avec un système de contrôle Skyguard Fire Control System par batterie).
- Missiles Crotale NG modernisés : 16 batteries (9 unités par batterie, 4 missiles par unité plus 2 recharges chacune) (missiles surface-air SP de basse/moyenne altitude, courte portée)
- MIM-72/M48 Chaparral équipés de missiles AIM-9 Sidewinder : 86 unités SP (4 missiles par unité plus 2 recharges chacune) (missiles surface-air SP de basse altitude, courte portée)
- AN/TWQ-1 Avenger : 75 batteries (4/8 missiles FIM-92 Stinger prêtes à tirer + .50 mitrailleuse de calibre avec un déclencheur électronique qui peuvent être actionnées à la fois de télécommandes situées dans les cabines de pilotage, et depuis le poste de contrôle situé dans la tourelle Avenger) (offre mobile, protection de défense aérienne de courte portée pour des unités terrestres contre des missiles de croisière, des drones, des aéronefs à voilure fixe volant à basse altitude et des hélicoptères)

Fin 2008, avec l'appui des États-Unis (programme FMF, et contracteurs privées) tous les missiles, radars, batteries de DAA, systèmes de commandement et de contrôle doivent être liés en un complexe multi-niveaux, un commandement national de défense aérienne informatisée d'alerte précoce (C3I4) via des avions de transport EC-130H Hercules modifiés (modifiés pour spécifications AWACS), des EW AWACS Grumman E-2C Hawkeye 2000, des EW ECM Beechcraft 1900 ELINT et un réseau de fibre optique souterrain, protégé et renforcé.

## Commandants de la force de défense aérienne
- jaouadi anis
- Du 11 juin 1967 au 2 novembre 1967 : Madkour Ahmed[2],
- Du 2 novembre 1967 au 2 août 1968 : Mohammed Abd El Hamed Helmy[3],